# 浜家輝雄
浜家 輝雄（はまいえ てるお、1948年2月7日 - ）は、日本のフリーアナウンサー。山陽放送（RSK）元アナウンサー。倉敷芸術科学大学客員教授。

## 概要
- 広島県出身、神奈川県横浜市育ち[1]。横浜市立桜丘高等学校、明治大学法学部卒業[1]後、1972年RSKへ入社[1]。自らを「小生」と呼び、身長181cmの大柄な体型と低声と丸いロイド眼鏡がトレードマーク。
- 趣味は、食べ飲み歩き、ヨットクルージング[1]。
- 局アナ時代は、地元メガネ店「メガネのひらまつ」のイメージキャラクターとして長年CMに登場。またニシナ主催のイベントの司会も長年務めた。
- 後にラジオ局アナウンス部長、報道制作局次長・アナウンス部長、ラジオセンター長、ラジオセンター理事を経て、2008年3月31日をもって36年間勤務したRSKを定年退職。同年4月から倉敷芸術科学大学客員教授・フリーアナウンサーとして活動。また、団塊世代の生き方や地域活性化をテーマにした講演活動も多数。
- 大学とRSKアナウンスの後輩にあたる国司憲一郎へ、これまで3度番組枠を引き継いでいる(『VOICE21』、『ハマイエてれび回覧板』(後身は『国司憲一郎の元気一番!』)。『はまいえサタデー〜白雲悠々〜』(後身は『リンだとRiN太の土曜番長』)）。
- 倉敷芸術科学大学では産業科学技術学部長[2]、学長補佐[3]を歴任し、2022年現在は客員教授。
- RSK定年退職後は本名の「濱家輝雄」名義で出演している。

## 現在の担当番組

### ラジオ
- あもーれ!マッタリーノ（木曜担当 2022年3月31日-）

## 過去の担当番組

### テレビ
- 朝のホットライン RSKホットラインアナ
- 浜家輝雄のサンデーブランチ
- VOICE21（1989年4月-1997年3月）
- ハマイエてれび回覧板（1997年3月31日-2000年3月31日）
- イブニングワイド21（2003年3月31日-2004年3月26日）
- イブニングワイド21 ゆうがたDonDon（2004年3月29日-2005年3月25日）

### ラジオ
- 歌のない歌謡曲（当時放送中に流れる曲に合わせて歌ってしまい、後程注意を受けたというエピソードがある）
- おはよう!おかやま
- 浜家輝雄 ぱやぽや丼
- どきどき!ラジオタウン
- VOICEラジオ版 浜ちゃん石っさん得々耳典（-2007年4月1日）
- 中四国ライブネット
  - 「岡山発 中四国 麺バトル 食べたいのはどれだ!～麺道楽、大いに語る～」（2005年11月19日）
  - 「岡山発 中四国びっくり!お国自慢合戦」（2006年1月21日、リポーター）
- 天下御免!ハマイエらじお（-2006年3月）
- にっちも、さっちも、ラジオヤジ（火・水曜担当 2006年4月-2008年3月）
- クラブ50's（月・火曜担当 2006年4月-2008年3月）
- はまいえサタデー〜白雲悠々〜（2009年10月-2015年3月）
- ひるゼミRadio(2019年6月-11月)

## 受賞歴
- JNNアノンシスト賞ラジオCM部門 - 全国最優秀賞[1]
- JNNアノンシスト賞ラジオ番組部門 - 全国最優秀賞[1]
- JNNアノンシスト賞テレビ番組部門 - 全国最優秀賞[1]

## 著書
- 『ハマイエ本』山陽放送、1994年。ISBN 4-915752-11-9